# Valverde del Majano
Valverde del Majano település Spanyolországban, Segovia tartományban. Valverde del Majano Segovia, Abades, Martín Miguel, Garcillán, Los Huertos, Hontanares de Eresma és Valseca községekkel határos. Lakosainak száma 1126 fő (2024).

## Népesség
A település népessége az elmúlt években az alábbi módon változott:
| Lakosok száma | 516  | 561  | 807  | 975  | 1083 | 1061 | 1064 | 1095 | 1107 | 1126 |
|               | 2001 | 2004 | 2007 | 2009 | 2012 | 2014 | 2017 | 2019 | 2022 | 2024 |